# Хмарино (Козельщинский район)

Хмарино (укр. Хмарине) — село,
Бреусовский сельский совет,
Козельщинский район,
Полтавская область,
Украина.
Код КОАТУУ — 5322080409. Население по переписи 2001 года составляло 16 человек.

## Географическое положение
Село Хмарино примыкает к селу Александровка Вторая.